# سیارک ۱۴۱۵۸
سیارک ۱۴۱۵۸ (به انگلیسی: 14158 Alananderson، نامگذاری:1998SZ133) چهارده هزار و صد و پنجاه و هشتمین سیارک کشف شده‌است که در ۲۶ سپتامبر ۱۹۹۸ کشف شد.
قدر مطلق سیارک برابر ۱۸.۶ است.